# Cagnes, le palmier
Cagnes, le palmier est une peinture à l'huile sur toile réalisée en 1924 par le peintre suisse naturalisé français Félix Vallotton. 

## Description
L'œuvre signée F. VALLOTTON.24 en bas à  droite est celle d'une scène paysagère désignée par son titre comme se trouvant à Cagnes  en Provence et comme sujet principal un palmier. 
Elle est décrite par le peintre lui-même comme :

« paysage, maisonnette basse percée d'une porte, et à l'abri d'un grand palmier, fond oranger, ciel bleu, au 1er plan un arrosoir brun (T 20). »

— Félix Vallotton in Livre de raison

## Analyse
L’œuvre est typique de la fin de production du peintre concentré sur un paysage sans personnages  (depuis 1917) et réalisée une année avant sa mort en 1925.